# プレア・ラム2世
プレア・ラム2世（プレア・ラム2せい、クメール語:បរមរាមាទី២、生年不明‐1597年）は、カンボジアの国王（在位：1596年‐1597年）。

## 略歴
プレア・ラム2世はプレア・ラム1世の次男として生まれた。プレア・ラム2世が父プレア・ラム1世の葬儀を執り行いスレイ・サントーで王位に就いた。その後テレ地方の王が反乱を起こしスレイ・サントーを占拠しプレア・ラム2世は都を放棄し逃げ出した。その後ラーンサーン王国に逃げた旧王家のバロム・リヤチヤ5世がカンボジアへ帰還し山中へ逃げたプレア・ラム2世を殺害させた。